# Ranavalona III
Ranavalona III (22 de noviembre de 1861, Amparibe, Madagascar - 23 de mayo de 1917, Argel, Argelia) fue la última reina de Merina, un reino que dominó lo que hoy es Madagascar, del 30 de julio de 1883 al 28 de febrero de 1897, cuando fue depuesta por Francia, que posteriormente gobernó la isla como una colonia.

## Biografía y reinado

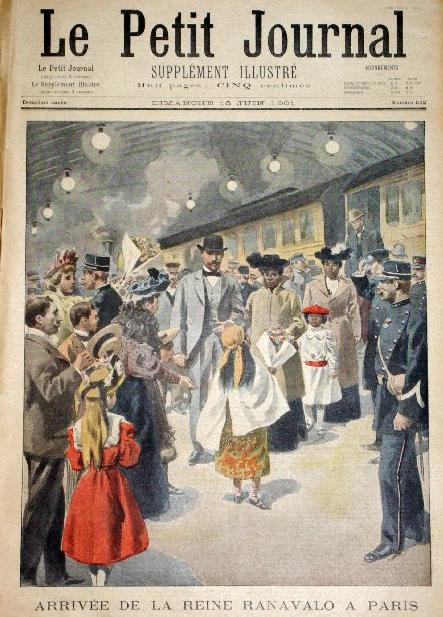
Portada de la revista Le Petit Journal (16 de junio de 1901) que muestra la llegada de la reina Ranavalona III de Madagascar a Francia en su primera visita oficial.

La Reina, hija de la princesa Raketaka de Madagascar y de su esposo y primo, el príncipe Andriantsimianatra de  Amoronkay, nació en Amparibe como la Princesa Razafindrahety.
Como parte del linaje real era sobrina de la Reina Ranavalona II y bisnieta del Rey Andrianampoinimerina, lo que la calificaba como potencial heredera del trono del Reino de Madagascar.
Fue proclamada Reina después de la muerte de su predecesora, la Reina Ranavalona II el 30 de julio de 1883. Su coronación tuvo lugar en Imahamasina el 22 de noviembre de 1883. Su título completo era la Reina «Su Majestad Ranavalona III por la Gracia de Dios y la voluntad del Pueblo, Reina de Madagascar y Protectora de las leyes de la Nación». Se casó en segundas nupcias con el primer ministro Rainilaiarivony, quien también fue esposo de las reinas Rasoherina y Ranavalona II. También se la conoció en este periodo como Ranavalo-Manjaka III. Su primer marido fue Ratrimo.
En 1885, ella firmó un tratado con Francia dándoles diversos derechos y concesiones, que se consideró suficiente excusa para declarar un protectorado sobre toda la isla, que fue reconocida por Gran Bretaña en el acuerdo anglo-francés de 1890. En 1886, la reina trató de conseguir el apoyo de los Estados Unidos mediante el envío de donativos al entonces presidente Grover Cleveland, pero EE. UU. no fue capaz de estar a favor de la independencia de Madagascar. Su reinado sufrió la derrota de Madagascar por Francia por la guerra franco-malgache.
En 1894, la reina y su gobierno se negó a seguir las órdenes francesas, y en 1895 Francia envía una fuerza expedicionaria, que ocupa Antananarivo con muy poca resistencia. El primer ministro Rainilaiarivony (su segundo esposo) fue enviado al exilio y murió al año siguiente, pero la reina y gran parte de su administración se mantuvo, incluso después de la declaración oficial de Madagascar como colonia francesa en agosto de 1896. Tras una insurrección acontecida poco después, el tribunal acusó a la reina y Joseph Gallieni abolió la monarquía en febrero de 1897.
La noche del 28 de febrero de 1897, el General Gallieni empezó a actuar como Gobernador General, e hizo una parada sorpresa frente a la Reina, quien fue inmediatamente enviada al exilio en la Isla de la Reunión y después, en marzo de 1899, a Argelia, donde murió en 1917. El día después de la salida de la soberana, la Monarquía Merina fue oficialmente abolida por la potencia colonial. Fue enterrada en las Tumbas Reales en Adohalo, en 1938.

## Distinciones honoríficas

### Distinciones honoríficas malgaches
- Soberana Gran Maestre de la Orden del Águila Real (30/07/1883).[4]
- Soberana Gran Maestre de la Orden de Radama II (30/07/1883).[4]
- Soberana Gran Maestre de la Orden del Mérito (30/07/1883).[4]
- Soberana Gran Maestre de la Orden del Mérito Militar (30/07/1883).[4]
- Soberana Gran Maestre de la Orden del Reino (30/07/1883).[4]
- Soberana Gran Maestre de la Orden de Ranavalona III (10/05/1896).[4][5]

### Distinciones honoríficas extranjeras
- Dama Gran Cruz de la Orden de la Legión de Honor (República Francesa, 18/01/1887).[1]

## Ancestros
|  |                                             |  |  |  |  |  |  |  |  |  |  |  |  |  |  |  |
|  | 16. Príncipe Andrianantsantsa de Amoronkay  |  |  |  |  |  |  |  |  |  |  |  |  |  |  |  |
|  |                                             |  |  |  |  |  |  |  |  |  |  |  |  |  |  |  |
|  |                                             |  |  |  |  |  |  |  |  |  |  |  |  |  |  |  |
|  | 8. Príncipe Andriantsaratandra de Amoronkay |  |  |  |  |  |  |  |  |  |  |  |  |  |  |  |
|  |                                             |  |  |  |  |  |  |  |  |  |  |  |  |  |  |  |
|  |                                             |  |  |  |  |  |  |  |  |  |  |  |  |  |  |  |
|  | 4. Príncipe Andrianatody de Amoronkay       |  |  |  |  |  |  |  |  |  |  |  |  |  |  |  |
|  |                                             |  |  |  |  |  |  |  |  |  |  |  |  |  |  |  |
|  |                                             |  |  |  |  |  |  |  |  |  |  |  |  |  |  |  |
|  | 2. Príncipe Andriantsimianatra de Amoronkay |  |  |  |  |  |  |  |  |  |  |  |  |  |  |  |
|  |                                             |  |  |  |  |  |  |  |  |  |  |  |  |  |  |  |
|  |                                             |  |  |  |  |  |  |  |  |  |  |  |  |  |  |  |
|  | 20. Príncipe Andriantsimanazy               |  |  |  |  |  |  |  |  |  |  |  |  |  |  |  |
|  |                                             |  |  |  |  |  |  |  |  |  |  |  |  |  |  |  |
|  |                                             |  |  |  |  |  |  |  |  |  |  |  |  |  |  |  |
|  | 10. Príncipe Andriantsavalahy               |  |  |  |  |  |  |  |  |  |  |  |  |  |  |  |
|  |                                             |  |  |  |  |  |  |  |  |  |  |  |  |  |  |  |
|  |                                             |  |  |  |  |  |  |  |  |  |  |  |  |  |  |  |
|  | 5. Princesa Rabodonandrasana                |  |  |  |  |  |  |  |  |  |  |  |  |  |  |  |
|  |                                             |  |  |  |  |  |  |  |  |  |  |  |  |  |  |  |
|  |                                             |  |  |  |  |  |  |  |  |  |  |  |  |  |  |  |
|  | 1. Ranavalona III                           |  |  |  |  |  |  |  |  |  |  |  |  |  |  |  |
|  |                                             |  |  |  |  |  |  |  |  |  |  |  |  |  |  |  |
|  |                                             |  |  |  |  |  |  |  |  |  |  |  |  |  |  |  |
|  | 24. Andriamborosinandriana                  |  |  |  |  |  |  |  |  |  |  |  |  |  |  |  |
|  |                                             |  |  |  |  |  |  |  |  |  |  |  |  |  |  |  |
|  |                                             |  |  |  |  |  |  |  |  |  |  |  |  |  |  |  |
|  | 12. Andriantsoanandriana                    |  |  |  |  |  |  |  |  |  |  |  |  |  |  |  |
|  |                                             |  |  |  |  |  |  |  |  |  |  |  |  |  |  |  |
|  |                                             |  |  |  |  |  |  |  |  |  |  |  |  |  |  |  |
|  | 25. Randrianjaza                            |  |  |  |  |  |  |  |  |  |  |  |  |  |  |  |
|  |                                             |  |  |  |  |  |  |  |  |  |  |  |  |  |  |  |
|  |                                             |  |  |  |  |  |  |  |  |  |  |  |  |  |  |  |
|  | 6. Andriantsirangy, Juez Presidente         |  |  |  |  |  |  |  |  |  |  |  |  |  |  |  |
|  |                                             |  |  |  |  |  |  |  |  |  |  |  |  |  |  |  |
|  |                                             |  |  |  |  |  |  |  |  |  |  |  |  |  |  |  |
|  | 13. Rafaratiana                             |  |  |  |  |  |  |  |  |  |  |  |  |  |  |  |
|  |                                             |  |  |  |  |  |  |  |  |  |  |  |  |  |  |  |
|  |                                             |  |  |  |  |  |  |  |  |  |  |  |  |  |  |  |
|  | 3. Princesa Raketaka                        |  |  |  |  |  |  |  |  |  |  |  |  |  |  |  |
|  |                                             |  |  |  |  |  |  |  |  |  |  |  |  |  |  |  |
|  |                                             |  |  |  |  |  |  |  |  |  |  |  |  |  |  |  |
|  | 28. Andrianavalozanajanahary                |  |  |  |  |  |  |  |  |  |  |  |  |  |  |  |
|  |                                             |  |  |  |  |  |  |  |  |  |  |  |  |  |  |  |
|  |                                             |  |  |  |  |  |  |  |  |  |  |  |  |  |  |  |
|  | 14. Andriamanambahoaka                      |  |  |  |  |  |  |  |  |  |  |  |  |  |  |  |
|  |                                             |  |  |  |  |  |  |  |  |  |  |  |  |  |  |  |
|  |                                             |  |  |  |  |  |  |  |  |  |  |  |  |  |  |  |
|  | 29. Princesa Razakanavalona                 |  |  |  |  |  |  |  |  |  |  |  |  |  |  |  |
|  |                                             |  |  |  |  |  |  |  |  |  |  |  |  |  |  |  |
|  |                                             |  |  |  |  |  |  |  |  |  |  |  |  |  |  |  |
|  | 7. Princesa Razafinandriamanitra II         |  |  |  |  |  |  |  |  |  |  |  |  |  |  |  |
|  |                                             |  |  |  |  |  |  |  |  |  |  |  |  |  |  |  |
|  |                                             |  |  |  |  |  |  |  |  |  |  |  |  |  |  |  |
|  | 30. Rabehety                                |  |  |  |  |  |  |  |  |  |  |  |  |  |  |  |
|  |                                             |  |  |  |  |  |  |  |  |  |  |  |  |  |  |  |
|  |                                             |  |  |  |  |  |  |  |  |  |  |  |  |  |  |  |
|  | 15. Princesa Ramatoarahety                  |  |  |  |  |  |  |  |  |  |  |  |  |  |  |  |
|  |                                             |  |  |  |  |  |  |  |  |  |  |  |  |  |  |  |
|  |                                             |  |  |  |  |  |  |  |  |  |  |  |  |  |  |  |
|  | 31. Princesa Razafinandriamanitra I         |  |  |  |  |  |  |  |  |  |  |  |  |  |  |  |
|  |                                             |  |  |  |  |  |  |  |  |  |  |  |  |  |  |  |
|  |                                             |  |  |  |  |  |  |  |  |  |  |  |  |  |  |  |